# U-Bahnhof Rato

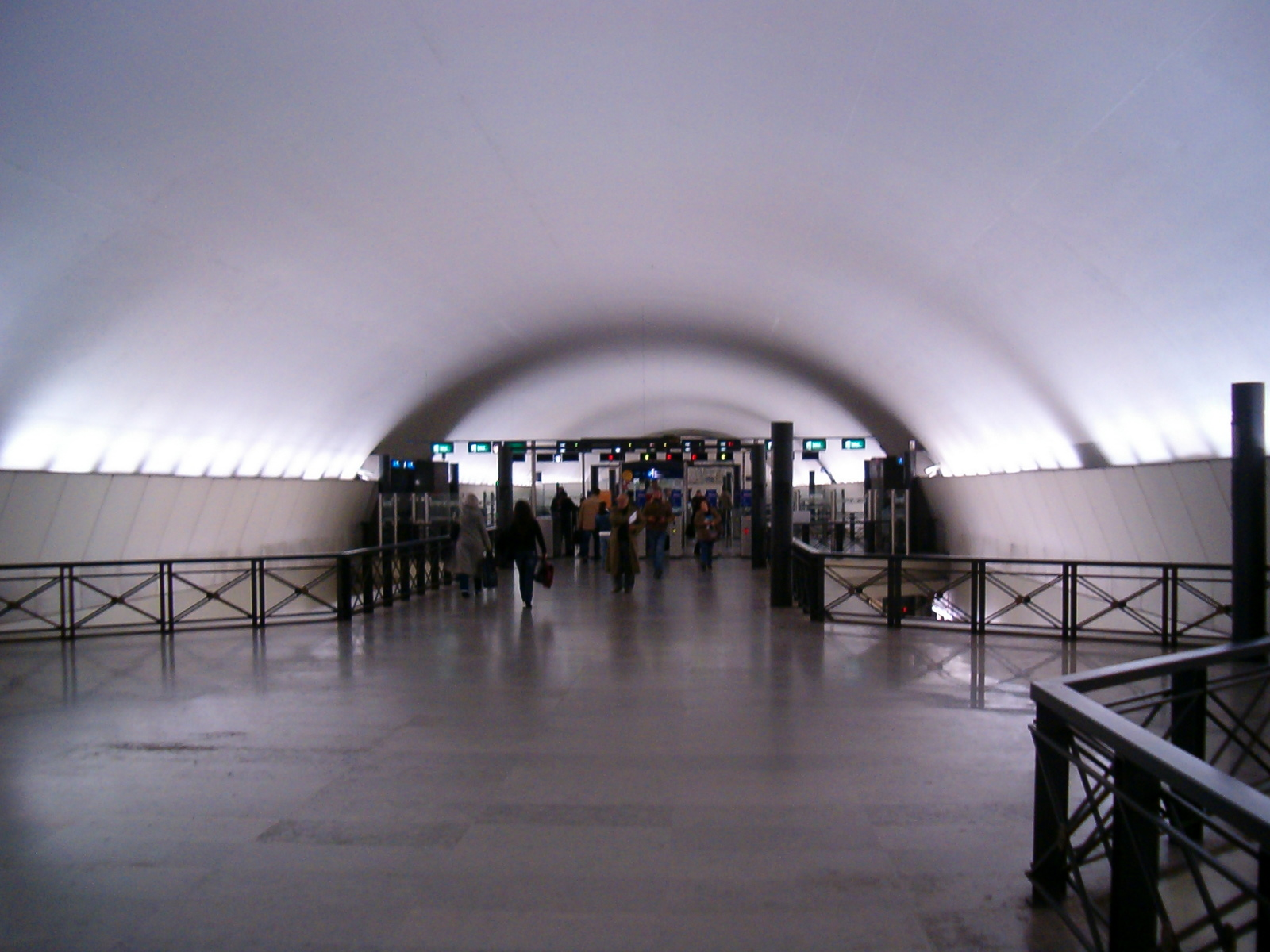
Zwischenebene des U-Bahnhofs

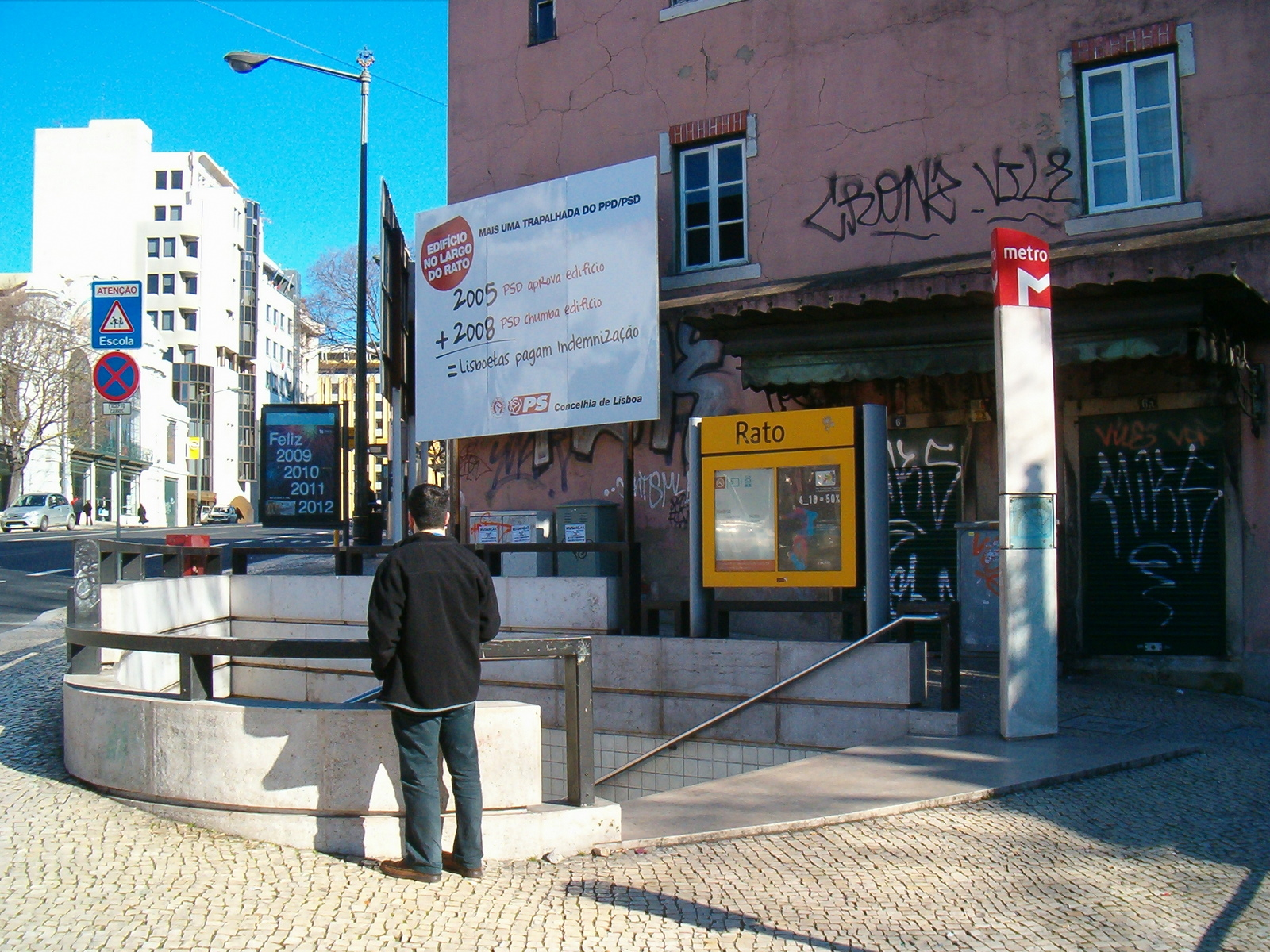
Eingang zum U-Bahnhof am Largo do Rato

Rato ist ein U-Bahnhof der Linha Amarela der Metro Lissabon, des U-Bahn-Netzes der portugiesischen Hauptstadt, gleichzeitig westliche Endstation der Linie. Der Bahnhof befindet sich unter dem Largo do Rato in der Stadtgemeinde São Mamede. Die einzige Nachbarstation des Bahnhofes ist Marquês de Pombal. Der Bahnhof ging am 29. Dezember 1997 in Betrieb.

## Geschichte
Bis 1995 ließ die Betreibergesellschaft Metropolitano de Lisboa den U-Bahnhof Marquês de Pombal so weit umbauen, dass sich aus dem bisher Y-artigen U-Bahn-Netz mit den beiden Ästen nach Colégio Militar und Cidade Universitária zwei getrennte Linien bilden ließen. Seit der Verabschiedung des Erweiterungsplan für die Lissabonner Metro im Jahr 1990 war eine perspektivische Verlängerung der neuen Linha Amarela bis zum Tejoufer in Alcântara geplant. Der erste Schritt war die Verlängerung der Linie von Marquês de Pombal um eine Station weiter bis zum Platz Largo do Rato. Unter diesem entstand bis 1997 der U-Bahnhof Rato, er ging am 29. Dezember 1997 in Betrieb. Damit erhielt auch der bevölkerungsreiche Stadtteil São Mamede einen U-Bahnanschluss. Als einer der neueren  U-Bahnhöfe gibt es auch Fahrstühle vom Bahnsteig zur Oberfläche.
Für den Entwurf des Bahnhofes, der zwei Seitenbahnsteige besitzt, war der Architekt Carlos Sanchez Jorge zuständig. Für die künstlerische Gestaltung brachte die Stiftung Árpád Szenès-Vieira da Silva den Vorschlag ein, das Künstlerehepaar Árpád Szenès und Maria Helena Vieira da Silva zu ehren. Die Betreibergesellschaft war damit einverstanden und beauftragte den Künstler Manuel Cargaleiro zwei Werke der beiden Maler auf Azulejobilder zu übertragen, die im Bahnhof ausgehängt werden sollten. Cagaleiro wählte dafür das Gemälde Ville en Extension (1970) von Vieira da Silva sowie das Gemälde Banquet (1930) von Szenès, die jeweils am Ende der Bahnsteighalle hängen. Neben diesen beiden Azulejowerken gestaltete Cagaleiro auch die Bahnsteighinterwände mit verschiedenen geometrischen Formen. In der Zwischenebene befinden sich zusätzlich zwei Bronzebüsten des Bildhauers Francisco Simões, die den beiden Künstler gewidmet sind.
Langfristig soll die Linha Amarela bis zum neuzubauenden Bahnhof Alcântara an der Linha de Cascais am Tejoufer verlängert werden. Die erste Phase dieser Verlängerung besteht jedoch zunächst im Ausbau der Strecke bis zum zukünftigen U-Bahnhof Estrela am Jardim da Estrela. Über einen Zwischenbahnhof Infante Santo in der Nähe des Palácio das Necessidades ist dann die Verlängerung nach Alcântara zum Regionalbahnhof Bahnhof Lissabon Alcântara-Mar vorgesehen.

## Verlauf
Am U-Bahnhof bestehen Umsteigemöglichkeiten zu den Buslinien der Carris.
| Linie | Verlauf |
| ----- | --- |
|       | Odivelas – Senhor Roubado – Ameixoeira – Lumiar – Quinta das Conchas – Campo Grande – Cidade Universitária – Entre Campos – Campo Pequeno – Saldanha – Picoas – Marquês de Pombal – Rato |